# Coppa del Mondo di skeleton 2021
La Coppa del Mondo di skeleton 2021, ufficialmente denominata BMW IBSF Skeleton World Cup 2020/21, è stata la trentacinquesima edizione del massimo circuito mondiale dello skeleton, competizione organizzata annualmente dalla Federazione Internazionale di Bob e Skeleton; è iniziata il 20 novembre 2020 a Sigulda, in Lettonia, e si è conclusa il 29 gennaio 2021 a Innsbruck, in Austria, svolgendosi come di consueto in parallelo alla Coppa del Mondo di bob. La stagione avrebbe dovuto terminare il 12 marzo 2021 a Yanqing in Cina, sede dei Giochi olimpici di Pechino 2022, ma la tappa cinese è stata cancellata in data 28 novembre 2020 per via delle restrizioni sui viaggi imposte a causa della pandemia di COVID-19 e venne sostituita con un'altra da svolgersi a Innsbruck a fine gennaio.
Sono state disputate sedici gare: otto per le donne e altrettante per gli uomini distribuite in otto tappe.
Nelle prime due settimane di febbraio si terranno i campionati mondiali di Altenberg in Germania, competizione non valida ai fini della coppa del mondo; la manifestazione avrebbe dovuto svolgersi a Lake Placid negli Stati Uniti d'America, ma per via delle restrizioni imposte a causa della pandemia di COVID-19 è stata spostata nella località sassone. La tappa di Winterberg assegnò inoltre il titolo europeo 2021.
Vincitori delle coppe di cristallo generali, trofei conferiti ai primi classificati nel circuito, sono stati l'austriaca Janine Flock nel singolo femminile, al suo secondo successo nel massimo circuito mondiale dopo quello conseguito nel 2014/15, la quale ha preceduto in classifica la tedesca Tina Hermann, già vincitrice nel 2015/16 e l'olandese Kimberley Bos, per la prima volta tra le prime tre classificate a fine stagione; ad aggiudicarsi la coppa nel singolo maschile è stato invece il lettone Martins Dukurs, al suo decimo trofeo dopo quelli conquistati consecutivamente dal 2009/10 al 2016/17 e nel 2019/20, precedendo il tedesco Alexander Gassner, per la prima volta tra i primi tre, e il fratello Tomass, al suo sesto "podio" di fine stagione.

## Calendario
| Tappa       | Località             | Data                | Donne    | Uomini   |          |
| ----------- | -------------------- | ------------------- | -------- | -------- | -------- |
| 1           | Sigulda              | 20 novembre 2020    | ●        | ●        |          |
| 2           | Sigulda              | 27 novembre 2020    | ●        | ●        |          |
| 3           | Innsbruck            | 11 dicembre 2020    | ●        | ●        |          |
| 4           | Innsbruck            | 18 dicembre 2020    | ●        | ●        |          |
| 5           | Winterberg           | 8 gennaio 2021      | ●        | ●        |          |
| 6           | Sankt Moritz         | 15 gennaio 2021     | ●        | ●        |          |
| 7           | Schönau am Königssee | 22 gennaio 2021     | ●        | ●        |          |
| -           | Altenberg            | 1º–14 febbraio 2021 | Mondiali | Mondiali | Mondiali |
| 8           | Innsbruck            | 29 gennaio 2021     | ●        | ●        |          |
| Totale gare | Totale gare          | Totale gare         | 8        | 8        |          |

|  | Tappa valida anche per il campionato europeo |

| Yanqing | 12 marzo 2021 | ● | ● | 28 novembre 2020 |

## Risultati

### Singolo femminile
| Data             | Località             | Prime classificate          | Seconde classificate      | Terze classificate                                |
| ---------------- | -------------------- | --------------------------- | ------------------------- | ------------------------------------------------- |
| 20 novembre 2020 | Sigulda              | Janine Flock Austria        | Kimberley Bos Paesi Bassi | Endija Tērauda Lettonia                           |
| 27 novembre 2020 | Sigulda              | Janine Flock Austria        | Elena Nikitina Russia     | Kimberley Bos Paesi Bassi e Tina Hermann Germania |
| 11 dicembre 2020 | Innsbruck            | Elena Nikitina Russia       | Kimberley Bos Paesi Bassi | Tina Hermann Germania e Janine Flock Austria      |
| 18 dicembre 2020 | Innsbruck            | Janine Flock Austria        | Kimberley Bos Paesi Bassi | Jacqueline Lölling Germania                       |
| 8 gennaio 2021   | Winterberg           | Elena Nikitina Russia       | Tina Hermann Germania     | Janine Flock Austria                              |
| 15 gennaio 2021  | Sankt Moritz         | Tina Hermann Germania       | Janine Flock Austria      | Jacqueline Lölling Germania                       |
| 22 gennaio 2021  | Schönau am Königssee | Jacqueline Lölling Germania | Anna Fernstaedt Rep. Ceca | Janine Flock Austria e Jane Channell Canada       |
| 29 gennaio 2021  | Innsbruck            | Elena Nikitina Russia       | Janine Flock Austria      | Kimberley Bos Paesi Bassi                         |

### Singolo maschile
| Data             | Località             | Primi classificati                                    | Secondi classificati                                  | Terzi classificati            |
| ---------------- | -------------------- | ----------------------------------------------------- | ----------------------------------------------------- | ----------------------------- |
| 20 novembre 2020 | Sigulda              | Martins Dukurs Lettonia                               | Alexander Gassner Germania e Felix Keisinger Germania | non assegnato                 |
| 27 novembre 2020 | Sigulda              | Martins Dukurs Lettonia                               | Tomass Dukurs Lettonia                                | Marcus Wyatt Gran Bretagna    |
| 11 dicembre 2020 | Innsbruck            | Martins Dukurs Lettonia e Aleksandr Tret'jakov Russia | non assegnato                                         | Nikita Tregubov Russia        |
| 18 dicembre 2020 | Innsbruck            | Martins Dukurs Lettonia                               | Matt Weston Gran Bretagna                             | Christopher Grotheer Germania |
| 8 gennaio 2021   | Winterberg           | Aleksandr Tret'jakov Russia                           | Martins Dukurs Lettonia                               | Alexander Gassner Germania    |
| 15 gennaio 2021  | Sankt Moritz         | Alexander Gassner Germania                            | Martins Dukurs Lettonia                               | Yun Sung-bin Corea del Sud    |
| 22 gennaio 2021  | Schönau am Königssee | Alexander Gassner Germania                            | Yun Sung-bin Corea del Sud                            | Aleksandr Tret'jakov Russia   |
| 29 gennaio 2021  | Innsbruck            | Aleksandr Tret'jakov Russia                           | Craig Thompson Gran Bretagna                          | Samuel Maier Austria          |

## Classifiche

### Singolo femminile
| Pos. | Atleta              | Nazione       | SIG-1 | SIG-2 | INN-1 | INN-2 | WIN | STM | KÖN | INN-3 | Punti |
| ---- | ------------------- | ------------- | ----- | ----- | ----- | ----- | --- | --- | --- | ----- | ----- |
| 1    | Janine Flock        | Austria       | 1     | 1     | 3     | 1     | 3   | 2   | 3   | 2     | 1695  |
| 2    | Tina Hermann        | Germania      | 7     | 3     | 3     | 4     | 2   | 1   | 10  | 6     | 1515  |
| 3    | Kimberley Bos       | Paesi Bassi   | 2     | 3     | 2     | 2     | 7   | -   | 12  | 3     | 1326  |
| 4    | Jacqueline Lölling  | Germania      | 8     | 7     | 6     | 3     | 4   | 3   | 1   | -     | 1321  |
| 5    | Anna Fernstaedt     | Rep. Ceca     | 4     | 10    | 8     | 9     | 8   | 7   | 2   | 12    | 1314  |
| 6    | Elena Nikitina      | Russia        | 9     | 2     | 1     | -     | 1   | -   | 5   | 1     | 1221  |
| 7    | Kim Meylemans       | Belgio        | 5     | 6     | 17    | 11    | 9   | 8   | 8   | -     | 1056  |
| 8    | Valentina Margaglio | Italia        | 10    | 12    | 5     | 6     | 11  | -   | -   | 4     | 960   |
| 9    | Hannah Neise        | Germania      | 13    | 14    | 8     | 10    | 5   | 4   | -   | -     | 912   |
| 10   | Laura Deas          | Gran Bretagna | 6     | 5     | -     | -     | 12  | 14  | 13  | 8     | 880   |

### Singolo maschile
| Pos. | Atleta               | Nazione       | SIG-1 | SIG-2 | INN-1 | INN-2 | WIN | STM | KÖN | INN-3 | Punti |
| ---- | -------------------- | ------------- | ----- | ----- | ----- | ----- | --- | --- | --- | ----- | ----- |
| 1    | Martins Dukurs       | Lettonia      | 1     | 1     | 1     | 1     | 2   | 2   | 11  | -     | 1456  |
| 2    | Alexander Gassner    | Germania      | 2     | 5     | 5     | 7     | 3   | 1   | 1   | -     | 1396  |
| 3    | Tomass Dukurs        | Lettonia      | 4     | 2     | 10    | 8     | 6   | 5   | 8   | -     | 1226  |
| 4    | Christopher Grotheer | Germania      | 11    | 7     | 6     | 3     | 8   | 6   | 6   | -     | 1192  |
| 5    | Aleksandr Tret'jakov | Russia        | 9     | 10    | 1     | -     | 1   | -   | 3   | 1     | 1171  |
| 6    | Felix Keisinger      | Germania      | 2     | 6     | 11    | 4     | 4   | 7   | -   | -     | 1074  |
| 7    | Nikita Tregubov      | Russia        | 7     | 4     | 3     | -     | 9   | -   | 7   | 6     | 1056  |
| 8    | Marcus Wyatt         | Gran Bretagna | 8     | 3     | -     | -     | 13  | 8   | 5   | 5     | 1008  |
| 9    | Matt Weston          | Gran Bretagna | 5     | 12    | 4     | 2     | -   | -   | 10  | 11    | 994   |
| 10   | Daniil Romanov       | Russia        | 13    | 15    | 8     | 5     | 7   | -   | 18  | 8     | 976   |